# George Shelvocke
George Shelvocke (Deptford, 1º aprile 1675 – 30 novembre 1742) è stato un corsaro inglese.

## Biografia
Nato a Deptford, entrò nella Royal Navy inglese nel 1690 e il 25 aprile 1704 venne nominato tenente in servizio presso la HMS Scarborough.  Divenne in seguito un corsaro e nel 1723 scrisse A Voyage Round the World by Way of the Great South Sea, un sommario delle sue imprese. Il libro include un resoconto di come il suo secondo capitano, Simon Hatley, sparò a un albatros al largo di Capo Horn, un incidente che fornì il movente drammatico del poema di Samuel Taylor Coleridge The Rime of the Ancient Mariner.
| Controllo di autorità | VIAF (EN) 250572786 · ISNI (EN) 0000 0000 8380 5103 · CERL cnp01102457 · LCCN (EN) nr93035088 · GND (DE) 133198197 · BNF (FR) cb10454035h (data) · J9U (EN, HE) 987007422855805171 · CONOR.SI (SL) 292688995 |